# 海河外滩公园

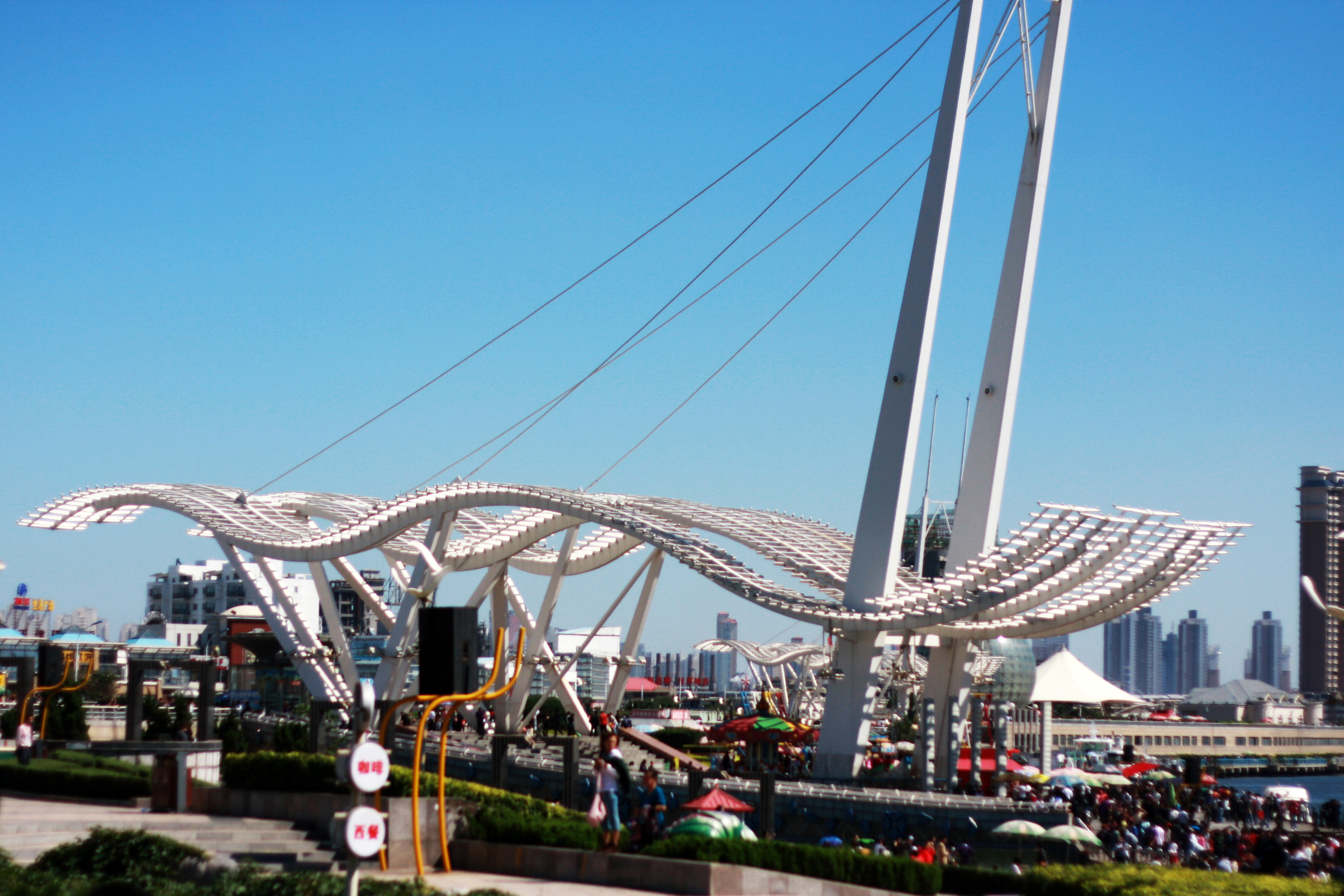
海河外滩公园

海河外滩公园是天津市滨海新区的一座公园。园内建有大型弧形山体，下面设商业走廊。高达100米、70米、50米的“海之魂”建筑矗立在景区内。公园于2003年建成开放。2017年，海河外滩公园开始配合地铁工程开始拆除重建。2022年8月，海河外滩公园重新开放。

## 公园景观
海河外滩公园内建有2.5万平方米的绿地、花坛等绿化景观和一个大型的喷泉景观，并有“水上喷火”景观。下面建设有大型的的商业设施。其中很多青铜景观雕塑点缀在广场各处。另外，外滩公园的大、中、小三组结构大悬挑构架“碧海帆影”像大海中航行的帆船与海河相呼应，十分壮观。

## 东方公主号
东方公主号游轮船是一个集观光、休闲、娱乐、餐饮、演艺于一体的多功能游轮，停泊在海河外滩公园之中。 

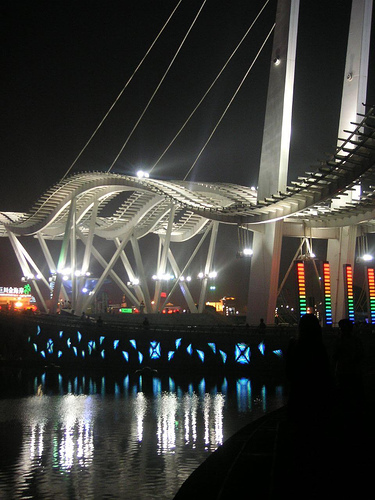
天津海河外滩公园夜景
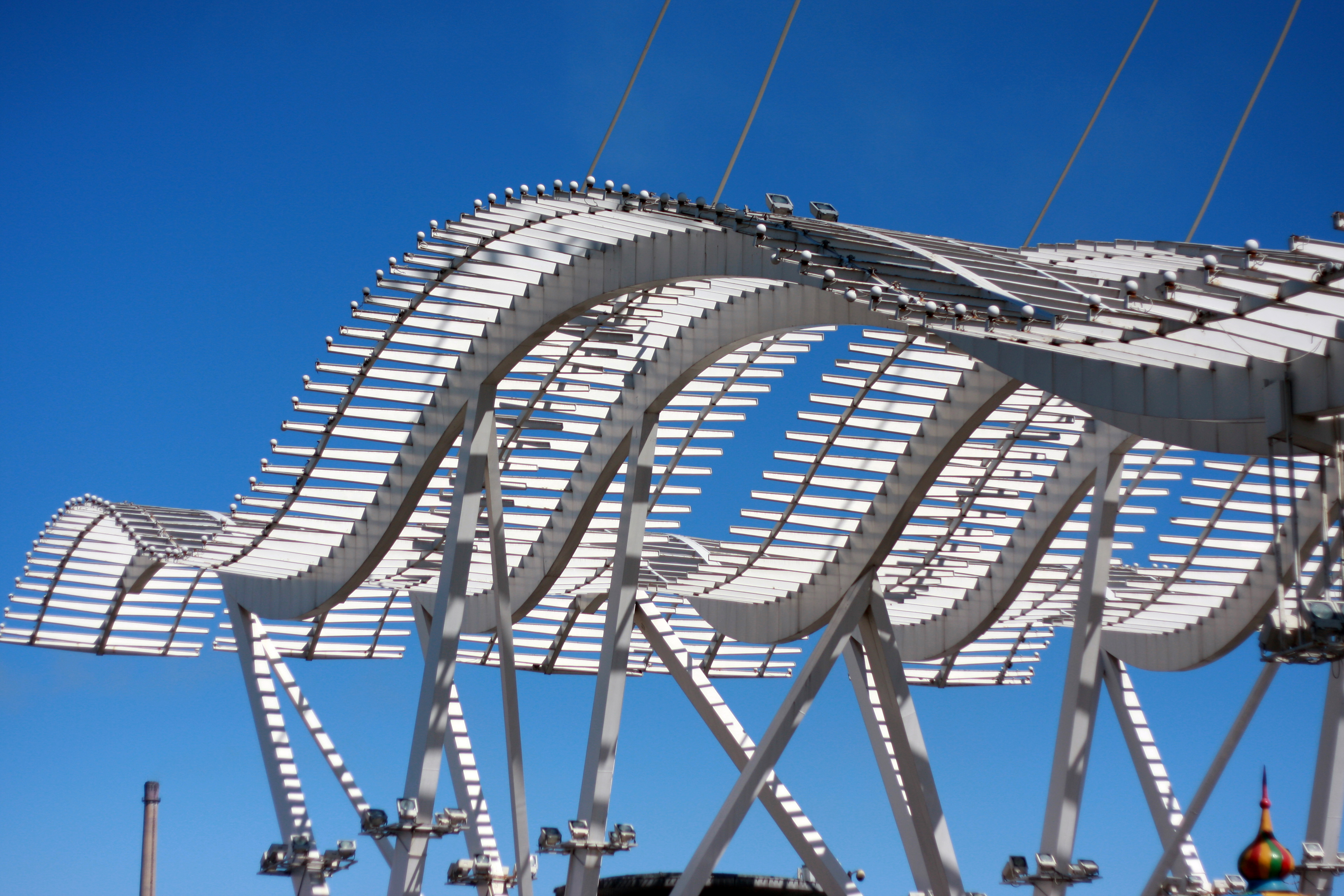
“海之魂”建筑细节
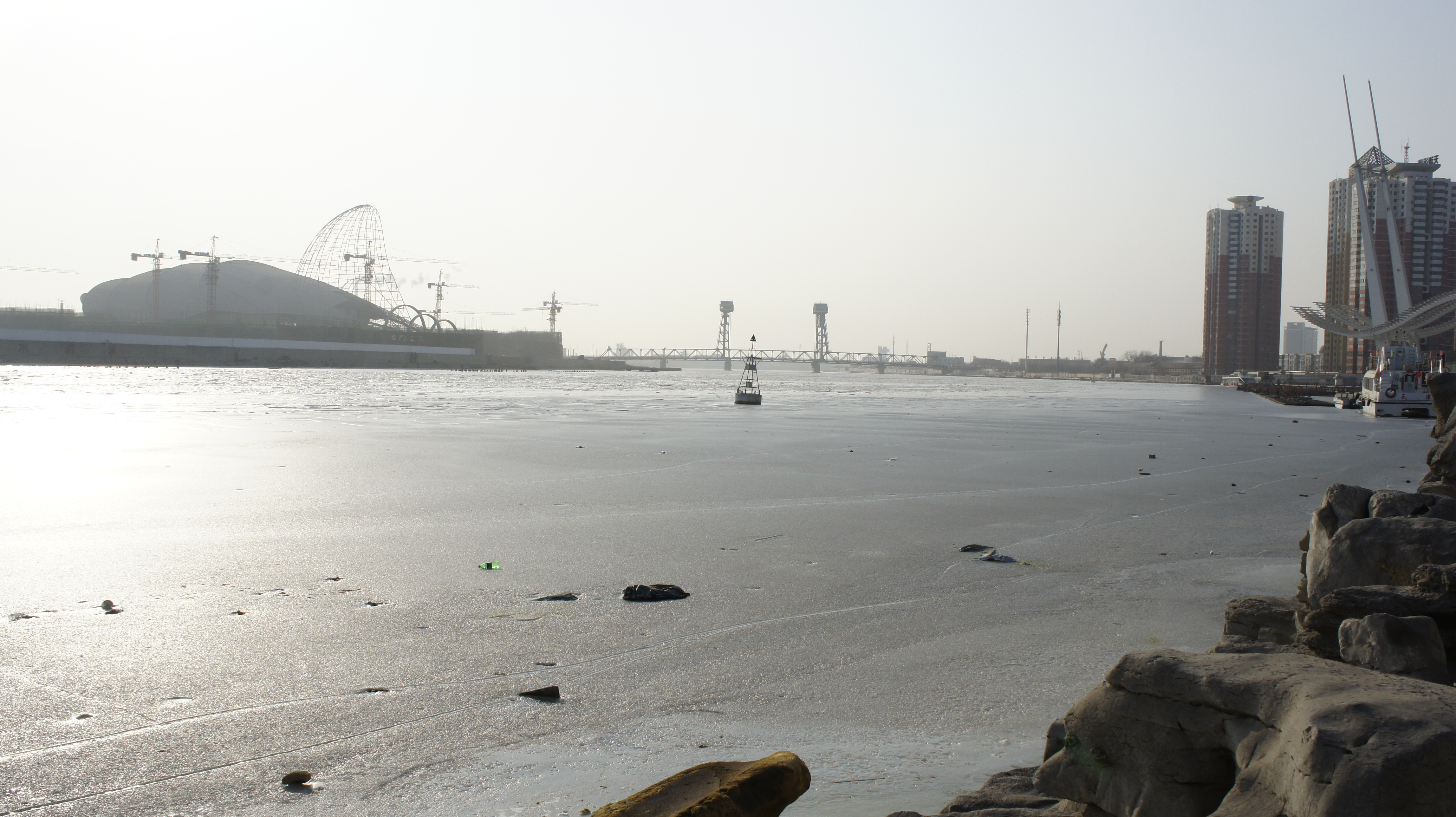
海河外滩
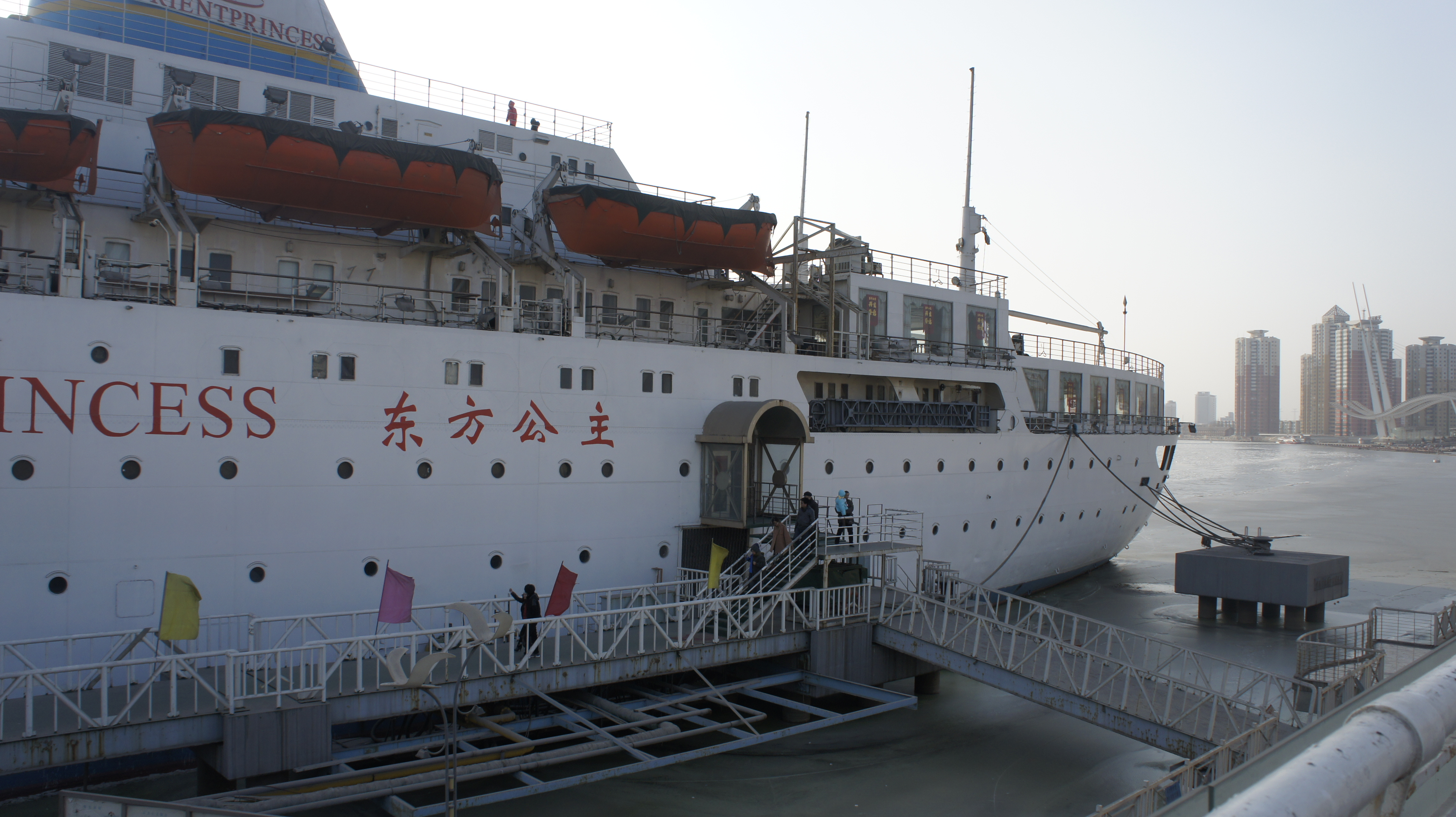
东方公主号游轮船